# Renașterea bănățeană
Renașterea bănățeană este un ziar regional din Banat din România, care apare de 6 ori pe săptămână, în format tabloid (26 cm x 36 cm), în 16-20 pagini, din care 8 policromie, cu un tiraj de 12.785 exemplare și se difuzează cu precădere în județul Timiș și, într-o mai mică măsură, în județul Caraș-Severin și județul Arad.
Ziarul a luat naștere prin reconvertirea, în 22 decembrie 1989, a cotidianului județean ”Drapelul roșu” în ”Luptătorul bănățean”, care după numai câteva numere a devenit ”Renașterea”, pentru ca din 11 ianuarie 1990,să ajungă la actualul titlu, ”Renașterea bănățeană”.
În fiecare vineri, ziarul conține două suplimente, Programe TV și Anunțuri gratuite, iar o dată pe lună editează un supliment de cultură, intitulat ”Paralela 45”.